# Карл фон Изенбург-Бирщайн
Карл Фридрих Лудвиг Мориц фон Изенбург-Бирщайн (на немски: Karl Friedrich Ludwig Moritz zu Isenburg und Büdingen; * 29 юни 1766 в Бирщайн; † 21 март 1820 в Бирщайн) е от 3 февруари 1803 г. 3. княз на Изенбург-Бюдинген и от 12 юли 1806 г. соверенен княз на Княжеството Изенбург в Рейнския съюз и бригаден генерал.
Той е син на княз Волфганг Ернст II фон Изенбург-Бюдинген (1735 – 1803) и първата му съпруга принцеса София Шарлота Ернестина фон Анхалт-Бернбург-Шаумбург-Хойм (1743 – 1781), дъщеря на княз Виктор I Амадей Адолф фон Анхалт-Бернбург-Шаумбург-Хойм (1693 – 1772) и графиня Хедвиг София Хенкел, фрайин фон Донерсмарк (1717 – 1795).
След военното училище в Колмар в Елзас, той постъпва през 1784 г. във войската като лейтенант. Участва в битки против турците 1786 г. и 1791/1795 против французите в Италия и Нидерландия. През 1794 г. той напуска като оберст-лейтенант императорската си служба, за да се ожени.
Карл фон Изенбург-Бирщайн е от есента 1805 г. до лятото 1809 г. активен френски офицер. На 12 декември 1806 г. той е бригаден генерал.

## Фамилия
Карл фон Изенбург-Бирщайн се жени на 16 септетември 1795 г. в Ербах за графиня Шарлота Августа фон Ербах-Ербах (* 5 юни 1777, Ербах; † 21 май 1846, Хайделберг), дъщеря на граф Франц фон Ербах-Ербах (1754 – 1823) и принцеса Шарлота Луиза Поликсена фон Лайнинген-Дагсбург (1755 – 1785). 
Те имат децата:
- Волфганг Ернст III фон Изенбург (1798 – 1866), 4. княз, женен на 30 януари 1827 г. във Фюрстенау за Аделхайд фон Ербах-Фюрстенау (1795 – 1858), дъщеря на граф Кристиан Карл фон Ербах-Фюрстенау (1757 – 1803), нямат деца
- Франц Вилхелм (1799 – 1810)
- Фридрих Карл (1801 – 1804)
- Виктор Александер (1802 – 1843), наследствен принц, женен на 4 октомври 1836 г. в Клайнхойбах за принцеса Мария фон Льовенщайн-Вертхайм-Розенберг (1813 – 1878), дъщеря на княз Карл Томас фон Льовенщайн-Вертхайм-Розенберг (1783 – 1849)
- Виктория Шарлота Франциска Луиза (1796 – 1827)
- Амалия Августа (1797 – 1808)

- незаконен син Лудвиг Вилхелм фон Щайнберг (1797 – 1871), има деца